# Kafir
 "Kaffir" omdirigeres hertil. For andre betydninger af Kaffir, se Kaffir (flertydig).
Kafir, kuffar, kufir, kaffir (arabisk: كافر kāfir; flertal كَافِرُونَ kāfirūna, كفّار kuffār eller كَفَرَة kafarah; feminine كافرة kāfirah) er et arabisk ord der betyder "de vantro", "hedning" eller en person der skjuler, benægter eller dækker over sandheden. Kulturelt anvendes ordet sommetider som en nedsættende  betegnelse for en ikke-troende, en ikke-muslim, en muslim fra en rivaliserende sekt, eller en der har forladt islam. Kafir, kan også oversættes til en der er skjult eller hindret fra Allahs barmhjertighed, og derfor ikke kan modtage den, som muslimer vil kunne. Endvidere er kufr en vantro handling, som muslimer også kan lave. Dog er der flere krav der skal til før at en muslim til sidst vil frafalde Islam, herunder at benægte dele af Islam, såsom bønnen.
Islamisk lov (Shar'ia) skelner mellem tre forskellige typer af de vantro (kafir):
1. kafir dhimmi (vantro under forfatningsmæssig beskyttelse)
2. kafir harbi (vantro som man er i krig med)
3. kafir musta'min (vantro der som fx handelsrejsende eller besøgende er under den islamiske stats beskyttelse)

Der findes forskellige holdninger blandt muslimske lærde om hvorvidt termen også kan anvendes i forbindelse med jøder, kristne og senere også zoroastriner, da disse kan anses for at være Ahl-ul Kittab, eller bogens folk (et beskyttet folk). Betegnelsen "kafir" er historisk typisk blevet brug om hinduer, buddhister samt tilhængere af lokale ikke-monoteistiske religioner. Nogle skelner mellem ikke-muslimer og en "kafir" da termen i koranen bliver brugt som en betegnelse for de personer der gjorde sig skyldige at afvise at det den sagde var sandt, selv efter at sandheden var blevet gjort åbenbar for dem. 

## Fodnoter
1. ↑  "Urban Dictionary: Kuffar". Arkiveret fra originalen 10. april 2016. Hentet 25. marts 2016.
2. ↑  Sheikh Muhammad Al-Mukhtar Al-Shinqiti (2005). "General Fatwa Session, "...kafir is now a derogatory term..."" (HTML). Living Shariah>Live Fatwa. Islamonline.net. Hentet 2007-02-23.
3. ↑  Moiz Amjad, Non-Muslims & Kaafirs, Understanding-Islam.com Arkiveret 7. marts 2016 hos  Wayback Machine, Al-Mawrid.www.understanding-islam.com Arkiveret 16. juni 2008 hos  Wayback Machine